# 대리평사
대리평사(大理评事)는 한국과 중국에서 사용하던 관직이다. 한국에서는 고려의 대리시에서 형옥을 평결하는 업무를 맡았다.